# عملية زقاق الموت
عملية زقاق الموت: هي عملية وقعت بتاريخ 15 نوفمبر 2002 استهدفت زقاق الحي اليهودي بالقرب من مستوطنة كريات أربع كان يمر منه المستوطنين إلى داخل مدينة الخليل نفذته سرايا القدس الجناح العسكري لحركة الجهاد الإسلامي.

## الأحداث
كان المستوطنون بحراسة الجيش الصهيوني يمرون في هذا الزقاق «الحي اليهودي» لزيارة قبر «باروخ غولدشتاين» الذي نفذ مجزرة الحرم الإبراهيمي، فتمركز ثلاثة مقاتلين من سرايا القدس وهم ذياب المحتسب وولاء سرور وأكرم الهنيني في منطقة «طريق سير المصلين اليهود» متسلحين ببنادق «أم-16» وعند الساعة «الثالثة من صباح ذلك اليوم» بدأوا بإطلاق النار على المستوطنين والجيش، وبدأ المقاتلون بألقاء القنابل على الجيش الإسرائيلي وخرج مقاتل فلسطيني مندفع من الزقاق باتجاه الجيب العسكري الإسرائيلي يطلق النار على الجنود مما أدى إلى مقتل كل جنود الجيب. أدت العملية إلى مقتل 4 ضباط كبار في الجيش الإسرائيلي ومقتل 7 جنود إسرائيليين ومقتل مستوطن إسرائيلي وأصيب ضابط أمن الحي اليهودي بجروح خطيرة وجرح 15 إسرائيلي أما المقاتلين الفلسطينيين فأستشهدوا جميعا.